# Ischnocnema guentheri
Ischnocnema guentheri é uma espécie de anfíbio  da família Brachycephalidae. Endêmica do Brasil, pode ser encontrada apenas nas proximidades da localização-tipo no município do Rio de Janeiro, no estado do Rio de Janeiro. As populações que ocorriam em Minas Gerais, São Paulo, Paraná, Santa Catarina e Rio Grande do Sul, no Brasil, e em Misiones, na Argentina, representam outras espécies.
Os seus habitats naturais são: florestas subtropicais ou tropicais húmidas de baixa altitude e regiões subtropicais ou tropicais húmidas de alta altitude. Está ameaçada por perda de habitat.